# Ical (유닉스)
ical은 유닉스 시스템용 Sanjay Ghemawat에 의해 Tcl/Tk로 작성된 달력 패키지이다. ical은 심플하고 직관적인 인터페이스로 알려져 있다. Tcl/Tk 프로그래머는 커스텀 기능으로 ical을 확장할 수 있다. 모든 캘린더 정보를 사용자별로 하나의 플랫텍스트 파일에 저장하여 다른 프로그램에서 쉽게 구문 분석할 수 있다. ical은 GNU 일반 공중 사용 허가서에 따라 출시된 무료 소프트웨어다.
ical은 iCalendar 형식 표준과 관련이 없으며 지원하지 않는다. 또한 애플사의 캘린더 애플리케이션(이전에는 iCal로 불렸던 캘린더)과도 관련이 없다.

## 같이 보기
- 개인 정보 관리 프로그램 목록